# Filippo Delci
Filippo Delci (Lucca, ... – Lucca, 1327) è stato un vescovo cattolico italiano.

## Biografia
Originario di Lucca e facente parte dell'ordine degli eremitani di Sant'Agostino, fu nominato vescovo dell'Aquila nel 1312 da papa Clemente V; venne consacrato ad Avignone il 4 giugno di quell'anno da Martinho Pires de Oliveira, arcivescovo di Braga.
Durante il suo episcopato si distinse per le opere di misericordiose e per un importante rifacimento della cattedrale dei santi Massimo e Giorgio; tuttavia, proprio in quegli anni, la città fu dapprima depredata di reatini nel 1313 e fu poi colpita dal terremoto del 1315. Nel 1327 Delci si recò in viaggio nella sua città natale e lì morì, venendo seppellito nella chiesa di Sant'Agostino.

## Genealogia episcopale
La genealogia episcopale è:
- Arcivescovo Martinho Pires de Oliveira
- Vescovo Filippo Delci